# Les Chansons des guinguettes
Albums de Jean-Jacques Debout
Sous le soleil des guinguettes Sur le chemin du bonheur
Les Chansons des guinguettes est un album studio de Jean-Jacques Debout sorti le 9 décembre 2013. Il compte vingt-et-une chansons dont quatre créations et dix-sept reprises de grands succès dans les styles valse, java, rumba, boléro, marche, chacha, tango et paso doble.
L'album est édité en CD simple et en coffret avec le premier volume Sous le soleil des guinguettes paru précédemment. Il est arrangé par Jacques Ferchit et Jacky Delance.

## Pistes
| No  | Titre                            | Paroles                              | Musique                        | Durée |
| --- | -------------------------------- | ------------------------------------ | ------------------------------ | ----- |
| 1.  | Les chansons des guinguettes     | Jean-Jacques Debout                  | Dominique Gorse                |       |
| 2.  | Comme de bien entendu            | Jean Boyer                           | Georges van Parys              |       |
| 3.  | La Romance de Paris              | Charles Trenet                       | Charles Trenet et Léo Chauliac |       |
| 4.  | La Java                          | Albert Willemetz et Jacques Charles  | Maurice Yvain                  |       |
| 5.  | Les Amants d'un jour             | Claude Delécluse et Michelle Senlis  | Marguerite Monnot              |       |
| 6.  | Cerisier rose et pommier blanc   | Jacques Larue                        | Louiguy                        |       |
| 7.  | Maria                            | Roger Lucchesi et Jean Féline        | Roger Lucchesi                 |       |
| 8.  | Les Roses blanches               | Charles-Louis Pothier                | Léon Raiter                    |       |
| 9.  | Domino                           | Jacques Plante                       | Louis Ferrari                  |       |
| 10. | La Chanson du maçon              | Maurice Chevalier et Maurice Vandair | Henri Betti                    |       |
| 11. | Lady Guinguette                  | Jacques Ferchit                      | Jacques Ferchit                |       |
| 12. | L'Eau à la bouche                | Serge Gainsbourg                     | Serge Gainsbourg               |       |
| 13. | Shah shah persan                 | Michèle Persane                      | Jean Constantin                |       |
| 14. | L'Hirondelle du faubourg         | Ernest Dumont                        | Louis Bénech                   |       |
| 15. | Le grand bal des amoureux        | Jean-Jacques Debout                  | Jacques Ferchit                |       |
| 16. | Pigalle                          | Georges Ulmer et Géo Koger           | Georges Ulmer                  |       |
| 17. | Le tango de Santa Maria          | Jean-Jacques Debout                  | Jacques Ferchit                |       |
| 18. | Valencia                         | Lucien Boyer et Jacques Charles      | José Padilla Sánchez           |       |
| 19. | Julie la Rousse                  | René-Louis Lafforgue                 | René-Louis Lafforgue           |       |
| 20. | La guinguette a fermé ses volets | Georges Zwingel                      | Léon Montagné                  |       |
| 21. | Paris Tour Eiffel                | Michel Emer                          | Michel Emer                    |       |